# خودروی زرهی مکران
خودروی زرهی آبی خاکی مکران نفربرِ آبی-خاکیِ بی‌تی‌آر-۵۰ می‌باشد که «مؤسسه شهید زین‌الدین» نیروی زمینی سپاه پاسداران انقلاب اسلامی آنرا ارتقاء داده‌است. بهبود جهت دید راننده، اصلاح در بدنه، و طراحی یک برجک جدید برای این نفربر از جمله تفاوتها و اصلاحات انجام شده در این خودروی زرهی جدید می‌باشد. برجکِ جدید این خودرو دارای ۳ ویژگی اصلی است، که شامل: «نصب یک سیستم کنترل آتش» روی آن، که دارای یک سیستم دید شبانه حراتی و روزانه است و قادر است به منظور اهداف هوایی-زمینی بکار گرفته شود؛ «مسافت‌یاب لیزری» نیز در آن تعبیه شده‌است و محاسبات بالستیک گلوله هم در آن انجام می‌گیرد و «امکان قفل بر روی اهداف متحرک» نیز وجود دارد.
برجکِ جدیدی که در «مکران» تعبیه شده‌است، دارای یک توپ ۳۰م‌م و یک تیربار ۷٫۶۲ هم‌محور با توپ اصلی می‌باشد. از سوی دیگر، مخزن مهمات ۵۰۰ فشنگیِ این برجک در قسمت بالایی آن نصب شده‌است که جدای از کاستن آسیب‌پذیری خدمه، دسترسی تعمیرکار به جنگ‌افزار و بارگذاری مهمات را هم تسهیل می‌بخشد. از جمله خصوصیات این برجک اینست که تماماً بدون حضور خدمه است و توپچی داخل نفربر قرار می‌گیرد که آسیب‌پذیری خدمه را کمتر می‌نماید. این برجک می‌تواند بر روی انواع خودروهای زرهی و نفربرها نصب شود و قادر است بر روی نفربرهای بی‌ام‌پی-۱، بی‌ام‌پی-۲، بی‌تی‌آر-۶۰ و بی‌تی‌آر-۵۰ هم نصب گردد. قابلیت اطمینان شناوری در این نفربر با نوعِ طراحی‌ای که بر بدنهٔ آن انجام گردیده، این توانایی را هم برای شناور ماندن بر روی سطح آب تا «فورس ۳» بیشتر کرده‌است.
نفربرِ آبی- خاکی مکران دارای سیستم کنترل آتش است و به سایت دید شامل دوربین روزانه و سنسور حرارتی با قدرت آشکارسازی تا چهار هزار متر و مسافت‌یاب لیزری برد ۱۰۰۰۰ متر تجهیز گردیده‌است. شلیک با مانیتور، قابلیت رهگیری، بارگیری مهمات سریع و … از جمله خصوصیاتِ این خودروی زرهی است.